# 稻美町
稻美町（日语：／ Inami chō */?）是位於日本兵庫縣南部的行政區劃，東接神戶市。
轄區位於加古川和明石川之間的印南野台地，由於缺少河川，自古此地即設了大量的水池，包括兵庫縣內最古老的天滿大池，縣內面積最大的加古大池共約80個水池。

## 人口
| 稻美町人口分布圖 |                                               |  |
| 稻美町與日本全國年齡別人口分布比較圖 （2005年資料） | 稻美町的年齡、男女別人口分布圖 （2005年資料） |  |
| ■紫色是稻美町 ■綠色是全国 | ■藍色是男性 ■紅色是女性                       |  |
| 稻美町人口變化 \| 1970年 \| 21,140人 \| \| \| 1975年 \| 23,425人 \| \| \| 1980年 \| 27,609人 \| \| \| 1985年 \| 29,579人 \| \| \| 1990年 \| 30,603人 \| \| \| 1995年 \| 31,377人 \| \| \| 2000年 \| 32,054人 \| \| \| 2005年 \| 31,944人 \| \| \| 2010年 \| 31,026人 \| \| \| 2015年 \| 31,020人 \| \| \| 2020年 \| 30,268人 \| \| |                                               |  |
| 資料來源：日本總務省統計中心提供之人口普查數據 |                                               |  |
| 1970年 | 21,140人                                      |  |
| 1975年 | 23,425人                                      |  |
| 1980年 | 27,609人                                      |  |
| 1985年 | 29,579人                                      |  |
| 1990年 | 30,603人                                      |  |
| 1995年 | 31,377人                                      |  |
| 2000年 | 32,054人                                      |  |
| 2005年 | 31,944人                                      |  |
| 2010年 | 31,026人                                      |  |
| 2015年 | 31,020人                                      |  |
| 2020年 | 30,268人                                      |  |

## 历史
此地在過去被稱為「印南野」，其中的「印南」日文發音與現在的町名「稻美」相同，只是漢字表記不同。
1880年，配合當時政府政策，在本地設立了國營的播州葡萄園，但1885年在颱風及蟲害的影響下，葡萄園在隔年即關閉。
1889年，日本實施町村制，現在的轄區在當時分屬加古新村、母里村、天滿村，其中加古新村在1948年改名為加古村；1955年，三個村合併為現在的稻美町。

### 變遷表
| 1889年4月1日 | 1889年-1926年 | 1926年-1944年 | 1944年-1954年        | 1954年-1989年        | 1989年-現在          | 現在                 |
| ------------ | ------------- | ------------- | -------------------- | -------------------- | -------------------- | -------------------- |
| 加古新村     | 加古新村      | 加古新村      | 1948年10月1日 加古村 | 1955年3月31日 稻美町 | 1955年3月31日 稻美町 | 1955年3月31日 稻美町 |
| 母里村       |               |               |                      | 1955年3月31日 稻美町 | 1955年3月31日 稻美町 | 1955年3月31日 稻美町 |
| 天滿村       |               |               |                      | 1955年3月31日 稻美町 | 1955年3月31日 稻美町 | 1955年3月31日 稻美町 |

## 交通
轄區內無鐵路、高速公路甚至是一般國道通過，距離最近的鐵路車站是南側播磨町內的西日本旅客鐵道山陽本線土山車站和加古川市內的東加古川車站，最近的高速公路入口則是在北側三木市內的山陽自動車道三木小野交流道。

## 觀光資源

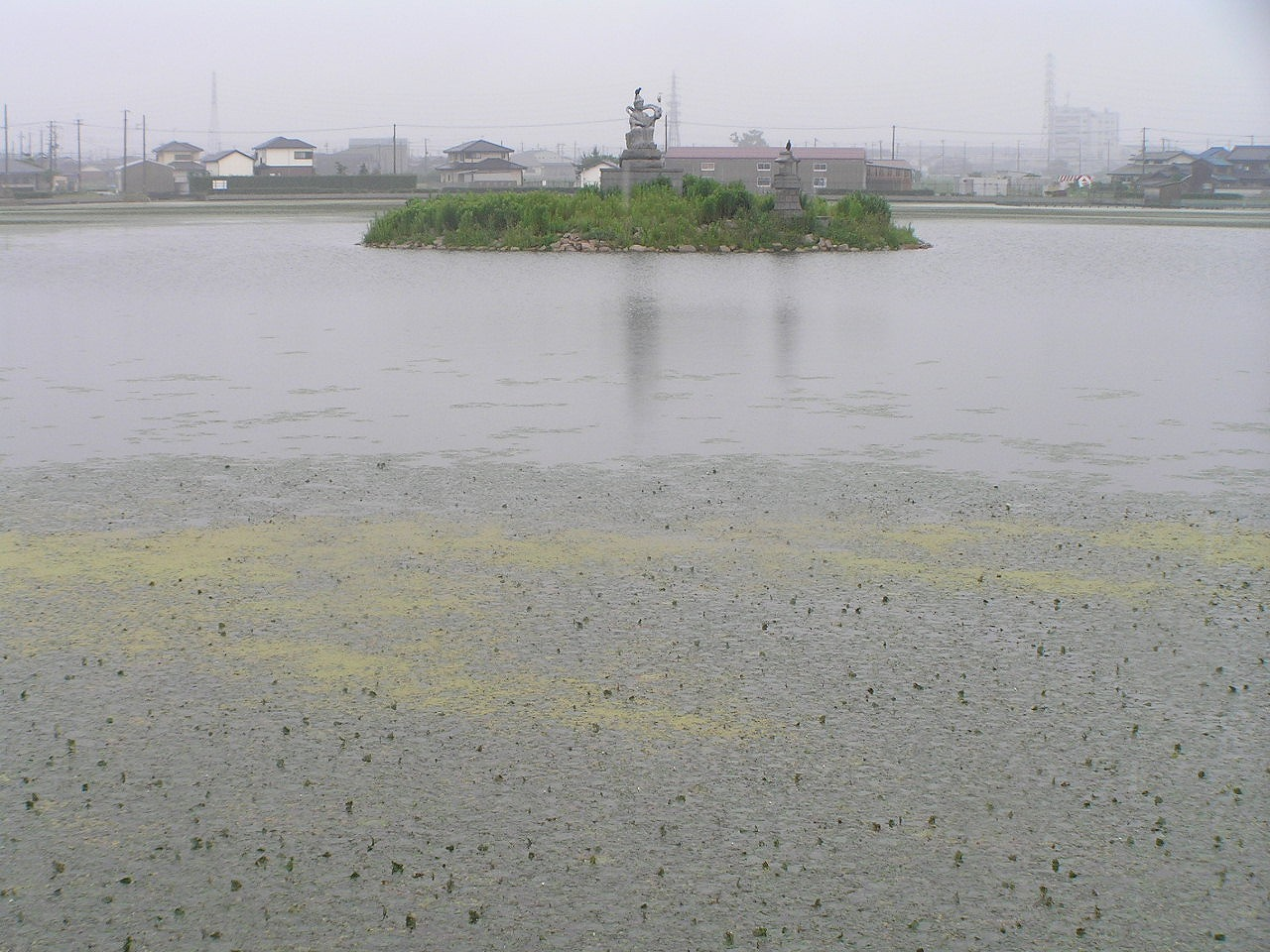
天滿大池

- 播州葡萄園（日语：播州葡萄園）遺址
- 天滿大池（日语：天満大池）
- 加古大池（日语：加古大池）
- 天滿神社（日语：天満神社 (稲美町)）
- 天滿大池公園（日语：天滿大池公園）

## 教育
小學
- 稻美町立母里小學校
- 稻美町立加古小學校
- 稻美町立天滿小學校
- 稻美町立天滿南小學校
- 稻美町立天滿東小學校

中學
- 稻美町立稻美中學校
- 稻美町立稻美北中學校

高等學校
- 兵庫縣立東播磨高等學校（日语：兵庫県立東播磨高等学校）

特別支援學校
- 兵庫縣立稻美野特別支援學校（日语：兵庫県立いなみ野特別支援学校）

## 本地出身之名人
- 上田美和：漫畫家

## 外部連結
- （日語） 稻美町的Facebook專頁